# Boogschieten op de Paralympische Zomerspelen 1992
Boogschieten is een van de sporten die beoefend werden tijdens de Paralympische Zomerspelen 1992 in Barcelona, Spanje. Voor Nederland had zich geen boogschieter gekwalificeerd voor de Paralympische Zomerspelen.
Tijdens de huldiging van het individuele open onderdeel voor mannen werd niet het Der er et yndigt land, het Deense nationale volkslied, gespeeld. In plaats daarvan kreeg de winnaar Fudge het koninklijke volkslied Kong Kristian te horen.

## Mannen

### Teams
| Rank | Land       | Punten | Schutters                                         |
| ---- | ---------- | ------ | ------------------------------------------------- |
| 1    | Duitsland  | 226    | Hermann Nortmann Karl Bahls Udo Wolf              |
| 2    | Italië     | 218    | Giuseppe Gabelli Orazio Pizzorni Luciano Malovini |
| 3    | Zuid-Korea | 218    | Choi Jang Sub Jang Ki Ki Lee Ouk Soo              |

| Rank | Land       | Punten | Schutters                                           |
| ---- | ---------- | ------ | --------------------------------------------------- |
| 1    | Zuid-Korea | 215    | Cho Hyun Kwan Kim Sung Hee Lee Hak Young            |
| 2    | Spanje     | 188    | Jose Luis Hermosin Jose Fernandez Antonio Rebollo   |
| 3    | Frankrijk  | 215    | Jean-Michel Favre Jean Francois Garcia Rene le Bras |

### Individueel
| Klasse | Punten | land | Goud            | land | Zilver            | land | Brons                 |
| ------ | ------ | ---- | --------------- | ---- | ----------------- | ---- | --------------------- |
| AR1    | 96     | JPN  | Koichi Minami   | USA  | Richard Spizzirri | ITA  | Giampiero Mercandelli |
| AR2    | 100    | ITA  | Orazio Pizzorni | GER  | Hermann Nortmann  | GER  | Udo Wolf              |
| open   | 103    | DEN  | Jens Fudge      | JPN  | Kenichi Nishii    | KOR  | Hyun Kwan Cho         |

## Vrouwen

### Individueel
| Klasse | Punten | land | Goud            | land | Zilver     | land | Brons         |
| ------ | ------ | ---- | --------------- | ---- | ---------- | ---- | ------------- |
| AR2    | 90     | ITA  | Paola Fantato   | FIN  | Elli Korva | JPN  | Hifumi Suzuki |
| open   | 87     | GOS  | Tatiana Grishko | SWE  | Siv Thulin | DEN  | Hanne Tved    |

Atletiek · Bankdrukken · Basketbal · Boogschieten · Boccia · CP-voetbal · Gewichtheffen · Goalball · Judo · Schermen · Schietsport · Tafeltennis · Tennis · Volleybal · Wielersport · Zwemmen
Rome 1960 ·
Tokio 1964 ·
Tel Aviv 1968 ·
Heidelberg 1972 ·
Toronto 1976 ·
Arnhem 1980 ·
New York & Stoke Mandeville 1984 ·
Seoel 1988 ·
Barcelona 1992 ·
Atlanta 1996 ·
Sydney 2000 ·
Athene 2004 ·
Peking 2008 ·
Londen 2012 ·
Rio de Janeiro 2016 ·
Tokio 2020 ·
Parijs 2024 ·
Los Angeles 2028